# SpaceX CRS-3
SpaceX CRS-3, também conhecido como SpX-3, foi uma missão do Commercial Resupply Services (CRS) para a Estação Espacial Internacional (ISS), contratada pela NASA, que foi lançada em 18 de abril de 2014. Foi o quinto lançamento da espaçonave de carga Dragon da SpaceX e a terceira missão operacional da SpaceX contratada para a NASA sob um contrato de Commercial Resupply Services (CRS-1).
Este foi o primeiro lançamento de uma cápsula Dragon no veículo de lançamento Falcon 9 v1.1, já que os lançamentos anteriores usaram a configuração v1.0 menor. Foi também a primeira vez que o Falcon 9 v1.1 lançou sem uma coifa de carga útil, e o primeiro teste de lançamento experimental de um pouso no oceano do primeiro estágio em uma missão NASA/Dragon.
O Falcon 9 com CRS-3 a bordo foi lançado às 19:25 UTC em 18 de abril de 2014, e foi agarrado em 20 de abril às 11:14 UTC pelo comandante da Expedição 39 Koichi Wakata. A cápsula esteve atracada à ISS das 14:06 UTC desse dia até às 11:55 UTC de 18 de maio de 2014. O CRS-3 então saiu da órbita com sucesso e pousou no Oceano Pacífico ao largo da costa da Califórnia às 19:05 UTC em 18 de maio de 2014.

## Histórico de programação de lançamento

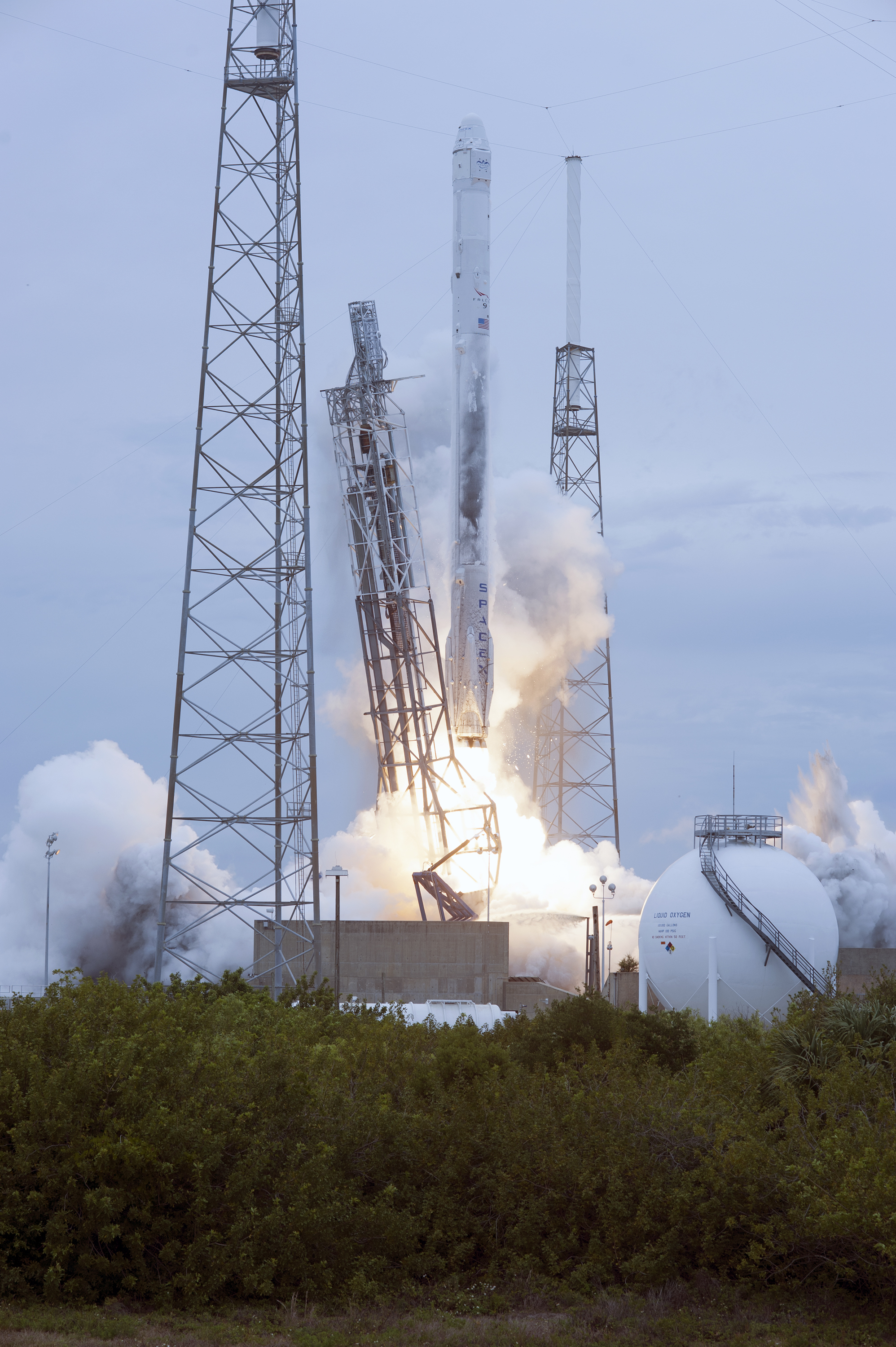
Lançamento da SpaceX CRS-3 do Cabo Canaveral em 18 de abril de 2014

O lançamento foi previsto pela NASA, em novembro de 2012, para não antes de 30 de setembro de 2013, com a atracação na Estação Espacial Internacional (ISS) ocorrendo três dias depois, em 2 de outubro de 2013. Em março de 2013, o lançamento foi agendado pela NASA para não antes de 28 de novembro de 2013, com a atracação na ISS ocorrendo três dias depois, em 1 de dezembro de 2013. Em agosto de 2013, a data de lançamento foi movida para não antes de 15 de janeiro de 2014, mas em outubro de 2013 foi movida para 11 de fevereiro de 2014. Em 23 de janeiro de 2014, o lançamento foi reprogramado novamente para 1 de março de 2014, e, em seguida, reprogramado para 16 de março de 2014 no início de fevereiro de 2014. Os vários atrasos, desde a data nominal de dezembro de 2013 que estavam em vigor desde o início de 2013, foram principalmente devido a janelas de atracação limitadas na programação da ISS Visiting Vehicle, e atrasos tanto no Cygnus da Orbital Sciences Corporation quanto no Dragon da SpaceX resultaram de dezembro de 2013 no problema de resfriamento na ISS, que exigiu várias caminhadas espaciais para consertar.
Em 12 de março de 2014, o lançamento foi remarcado para 30 de março ou 2 de abril de 2014, por uma variedade de razões, incluindo problemas de buffer de dados, trabalho com alguns problemas com a Eastern Range, alguns problemas operacionais com o novo design da Dragon e alguma contaminação do impacto no escudo de proteção. A SpaceX finalmente decidiu seguir em frente e usar a escudo de proteção com os pequenos problemas de contaminação, acreditando que não impactaria as cargas ópticas transportadas no porta-malas da Dragon. Em 26 de março de 2014, um novo atraso foi anunciado relacionado a um incêndio em uma das instalações de radar na Eastern Range. Há cobertura de radar obrigatória para qualquer lançamento de Cabo Canaveral, e o fogo forçou um atraso até que aquele trecho da trajetória de lançamento pudesse ser coberto, possivelmente por meios alternativos que teriam capacidade de comunicação de telemetria com a instalação da Força Aérea responsável pela segurança de lançamento.
Em 4 de abril de 2014, os radares de Eastern Range foram reparados e voltaram online para apoiar os lançamentos, e o lançamento do CRS-3 foi programado para não antes de 14 de abril de 2014 com uma data de backup de 18 de abril de 2014, dependente de um lançamento da United Launch Alliance (ULA) do Atlas V programado para já em 10 de abril de 2014. Em 11 de abril de 2014, a Estação Espacial Internacional (ISS) sofreu uma falha de um computador externo conhecido como Multiplexer/Demultiplexer (MDM), que exigiu uma caminhada no espaço em 22 de abril de 2014 para substituir a fim de restaurar a redundância vital para a ISS. Apesar dos desafios, a missão CRS-3, que poderia ter sido afetada pela falha do MDM, ainda estava em 14 de abril de 2014, com a atracação da ISS programada para ocorrer dois dias depois, em 16 de abril de 2014. No entanto, durante a tentativa de lançamento em 14 de abril de 2014, uma válvula primária de suprimento de hélio usada no sistema de separação de estágio falhou em um teste de diagnóstico de pré-lançamento aproximadamente uma hora antes do lançamento programado, então o gerente de lançamento da SpaceX cancelou a missão. Em testes de solo após a cancelamento, a válvula de suprimento de hélio reserva redundante testou bem, então a missão provavelmente teria sido bem-sucedida; no entanto, é política da SpaceX é de não lançar com nenhuma anomalia conhecida.
O lançamento foi imediatamente reprogramado para não antes da data de backup, 18 de abril de 2014. Essa data foi confirmada dois dias depois, após a substituição da válvula defeituosa, mas também observou que as restrições climáticas podem impedir que o lançamento em 18 de abril de 2014 ocorra na janela de lançamento instantâneo às 19:25 UTC. Se esse lançamento tivesse sido cancelado, a próxima janela de lançamento teria sido 19 de abril de 2014 às 19:02 UTC.
Em 18 de abril de 2014 às 19:25:21 UTC, a cápsula Dragon foi lançada com sucesso.

## Carga útil primária e massa descendente
A NASA contratou a missão CRS-3 da SpaceX e, portanto, determina a carga útil primária, data/hora de lançamento e parâmetros orbitais para a cápsula espacial Dragon.
Entre outras cargas da NASA, incluindo peças de reparo para a Estação Espacial Internacional (ISS), a missão SpaceX CRS-3 transportou um grande número de experimentos para a ISS, incluindo:
- Câmeras High Definition Earth Viewing (HDEV), quatro câmeras de vídeo HD comerciais que filmarão a Terra de vários ângulos diferentes.[10] O experimento ajudará a NASA a determinar quais câmeras funcionam melhor no ambiente hostil do espaço.[23]
- Optical Payload for Lasercomm Science (OPALS), irá demonstrar o espaço de alta largura de banda para comunicações de laser terrestres.[24][25]
- Ativação de células-T no espaço (TCAS), estudar como "deficiências no sistema imunológico humano são afetadas por um ambiente de microgravidade".[5]
- Vegetable Production System (Veggie), para permitir o crescimento da alface (Lactuca sativa) a bordo do posto avançado para pesquisa científica, purificação do ar e, finalmente, consumo humano.[5] O teste de validação de hardware Veg-01 inclui uma câmara de crescimento da planta na qual a alface é cultivada em travesseiros do tipo fole usando iluminação LED.[26][27]
- Um par de pernas para o protótipo do Robonauta 2 que está a bordo da ISS desde seu lançamento na STS-133 em 2011.
- Project MERCCURI, um projeto que examina a diversidade microbiana do ambiente construído na Terra e na ISS.

Os 1.600 kg de carga de devolução da missão foram devolvidos ao Porto de Long Beach por meio de um navio marítimo em 20 de maio de 2014, dois dias após a amerissagem. Cargas urgentes são descarregadas na Califórnia e enviadas para os locais de recebimento da NASA. O restante da carga será descarregado e transferido para a NASA nas instalações de teste da SpaceX em McGregor, Texas, onde a cápsula Dragon será totalmente descarregada e desativada. Água foi encontrada dentro da cápsula Dragon, mas verificações preliminares indicaram que nenhum equipamento científico foi danificado. A origem da água não foi confirmada e será investigada durante o descomissionamento da cápsula.

## Carga útil secundária
Além da carga primária, para a Estação Espacial Internacional (ISS) para a NASA, a SpaceX implantou cinco CubeSats de carga secundária na missão CRS-3. Os CubeSats fazem parte da missão ELaNa-V parcialmente financiada pelo programa "Educational Launch of Nanosatellites" da NASA. Esses CubeSats foram liberados de quatro Poly Picosatellite Orbital Deployer (PPOD) anexados ao segundo estágio do Falcon 9 após a separação da Dragon do segundo estágio:
- ALL-STAR/THEIA, o Agile Low-cost Laboratory for Space Technology Acceleration and Research (Laboratório Ágil de Baixo-Custo para Aceleração e Pesquisa de Tecnologia Espacial), está equipado com a câmera Telescopic High-definition Earth Imaging Apparatus (THEIA), que está sendo usada para obter imagens coloridas da Terra. É também o primeiro lançamento de uma nova plataforma de satélite nanosat destinado a servir de plataforma para futuras cargas úteis universitárias. ALL-STAR é um CubeSat de três unidades construído pela Universidade do Colorado em Boulder, no entanto, sua missão principal é testar a plataforma de satélite subjacente para missões futuras e fornecer experiência de projeto, construção e operação de um satélite para os alunos da universidade. ALL-STAR é um 3U CubeSat do Colorado Space Grant Consortium (CoSGC).[31]
- O CubeSat KickSat, desenvolvido pela Universidade Cornell e financiado por meio de uma campanha no site Kickstarter, tinha como objetivo implantar uma constelação de 104 femtosatélites do tamanho de um cracker chamado "Sprites" ou "ChipSats".[32] Cada Sprite é um quadrado de 3.2 cm, que inclui painéis solares miniaturizadas, um giroscópio, magnetômetro e um sistema de rádio para comunicação[5][33][34] KickSat falhou em implantar os Sprites e reentrou na atmosfera em 14 de maio 2014.[35]
- PhoneSat-2.5, um CubeSat de 1U construído pelo Centro de Pesquisa Ames da NASA.[36][37]
- SporeSat, um CubeSat 3U construído pelo Centro de Pesquisa Ames da NASA e pela Universidade Purdue que realizará experimentos de detecção da gravidade de células vegetais.[38]
- TestSat-Lite, um CubeSat 2U da Universidade Taylor[39]
- HEART-FLIES, um CubeSat 1.5U do Centro de Pesquisa Ames da NASA e Space Florida Consortium.

## Veículo de lançamento

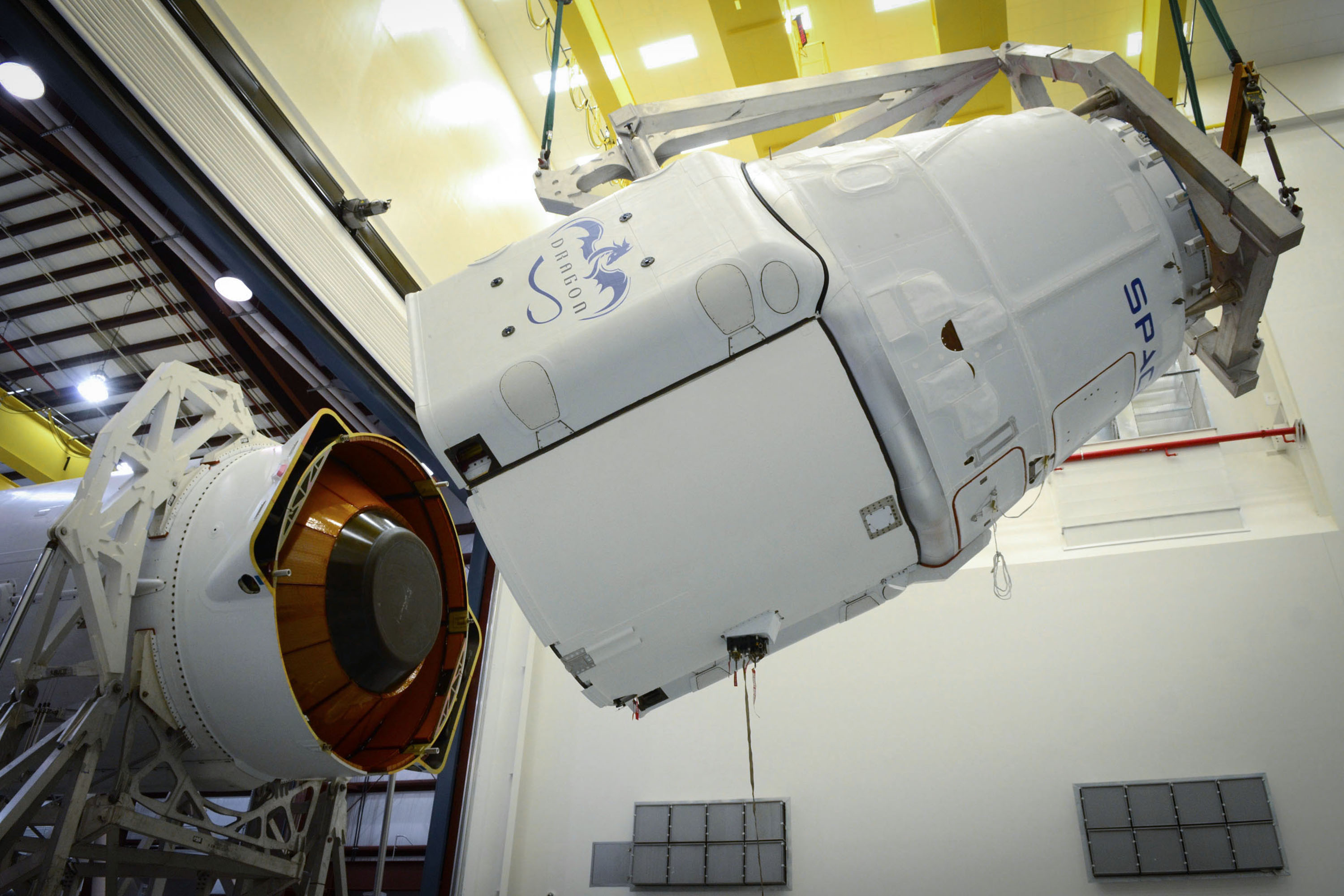
Cápsula CRS-3 sendo acoplada a seu veículo de lançamento Falcon 9 v1.1

A missão CRS-3 foi o quarto lançamento do Falcon 9 v1.1, e o segundo no qual o foguete auxiliar de primeiro estágio foi usado após a missão de teste de pouso.

### Teste de veículo de lançamento pós-missão
Em um arranjo incomum para veículos de lançamento, o primeiro estágio do veículo de lançamento da SpaceX Falcon 9 conduziu um teste de pouso retro-propulsivo sobre a água após o segundo estágio com a carga útil CRS-3 ser separada do foguete auxiliar. Este foi o segundo teste pós-missão de alta altitude deste tipo, após o primeiro teste no lançamento 6 do Falcon 9 em setembro de 2013.
Durante o teste de 18 de abril de 2014, o foguete auxiliar do CRS-3 se tornou o primeiro pousar suavemente no oceano com sucesso. O foguete auxiliar incluiu pernas de trem de pouso pela primeira vez que foram estendidas para o "pouso" simulado, e o teste utilizou propulsores de controle de nitrogênio gasoso mais potentes do que os usados no teste anterior para controlar melhor a rotação induzida pela aerodinâmica. O estágio do foguete auxiliar se aproximou com sucesso da superfície da água sem giro e com velocidade vertical zero, conforme projetado. A equipe da SpaceX foi capaz de receber vídeo de câmeras colocadas no foguete auxiliar de primeiro estágio durante o teste de pouso suave, bem como telemetria do veículo registrada por aeronaves, mas ondas de 4.6 a 6.1 m foram relatadas na área. O primeiro estágio pairou com sucesso sobre a superfície do oceano, mas ondas pesadas destruíram o estágio antes que os barcos pudessem recuperá-lo.